# Ben Hamer
Benjamin John "Ben" Hamer (Chard, Anglia, 1987. november 20. –) angol labdarúgó, a Watford játékosa.

## Pályafutása

### Gyermekkora
Hamer Chardban, Somerset megyében született és gyerekként a Bristol City szurkolója volt. Hároméves korában családjával Németországba költözött, ezért folyékonyan beszél németül. Öt évvel később a család visszaköltözött Angliába. Labdarúgó tehetségét először Somerset megyei csapatában kamatoztatta, ott figyelt fel rá a Reading egyik játékosmegfigyelője.

### Reading
15 éves korában ifiszerződést kötött a Readinggel. A 2006/07-es idényre kölcsönvette a Crawley Town, ahol az egész szezon során mindössze egy bajnokit hagyott ki, és megválasztották az év legjobbjának is. 2007. július 4-én egy évvel meghosszabbította szerződését a Readinggel. Augusztus 11-én kölcsönvette a negyedosztályú Brentford. Kölcsönszerződése eredetileg egy hónapra szólt, de később október 14-ig meghosszabbították. 2008. január 1-jén a Brentford ismét kölcsönvette, mivel első számú kapusa, Simon Brown megsérült. A hónap végén a szezon végéig meghosszabbították a kölcsönszerződését.
2008 nyarán ismét új, egyéves szerződést kötött a Readingnél, majd június 17-én ismét kölcsönadták a Brentfordnak, a teljes 2008/09-es szezonra. Végig ő volt a csapat első számú kapusa, hozzájárulva ahhoz, hogy a Brentford bajnokként feljutott a harmadosztályba. A bajnoki aranyérem mellé a negyedosztály aranykesztyűjét is elnyerte, mivel 20 meccsen nem kapott gólt az idény során.
2009. június 18-án új, kétéves szerződést írt alá csapatával, és úgy tűnt, lehetőséget kap, hogy megküzdjön Adam Federicivel a kezdőcsapatba való bekerülésért. Augusztus 31-én azonban ismét a Brentfordhoz került kölcsönben. 2011. január 18-án a harmadosztályú Exeter City három hónapra kölcsönvette. Négy nappal később, a Walsall ellen debütált.

### Charlton Athletic
A Charlton Athletic 2011. augusztus 1-jén hároméves szerződést kötött Hamerrel, és rögtön neki adta az 1-es számú mezt. Augusztus 23-án, korábbi csapata, a Reading ellen mutatkozott be, egy 2-1-re megnyert Ligakupa-meccsen. A kezdeti bizonytalankodás után sikerült megszilárdítania helyét az első csapatban, és tevékenyen kivette a részét a Charlton bajnoki címéből a 2011/12-es évadban. A feljutást követően a másodosztályban is alapembere volt a csapatnak, de sérülései miatt a 2013/14-es szezonban több meccset ki kellett hagynia.

### Leicester City
A heteken át tartó találgatások után Hamer 2014. május 22-én a Leicester Cityhez igazolt. Elmondása szerint elsősorban azért döntött így, hogy a Premier League-ben is próbára tehesse képességeit. Egy Shrewsbury Town ellen 1-0-ra elvesztett Ligakupa-meccsen mutatkozott be. Miután Kasper Schmeichel válogatott szereplése során megsérült, Hamer szeptember 13-án bemutatkozhatott a Premier League-ben, a Stoke City ellen. December 13-án, a Manchester City elleni vesztes bajnokin ismét lehetőséget kapott. 2015. január 6-án a Leicester City leigazolta a tapasztalt Mark Schwarzert Schmeichel pótlására, így Hamer elvesztette helyét a csapatban.
2015. július 25-én a Nottingham Forest a teljes 2015/16-os idényre kölcsönvette, de már augusztus 4-én vissza kellett térnie a Leicester Cityhez, a Nottingham anyagi problémái miatt. Augusztus 11-én a Bristol Cityhez került kölcsönbe, az előzetes megállapodás szintén az egész szezonra szólt, de november 17-én visszatért anyaegyesületéhez, miután mindössze négy bajnokin kapott lehetőséget.

## Sikerei

### Brentford
- A Football League Two bajnoka: 2008/09

### Charlton Athletic
- A Football League One bajnoka: 2011/12

## Külső hivatkozások
- Ben Hamer adatlapja a Transfermarkt oldalon (angolul)
- Ben Hamer pályafutásának statisztikái a Soccerbase oldalon (angolul)